# スティーヴ・エリクソン
スティーヴ・エリクソン（Steve Erickson、1950年4月20日 - ）は、アメリカ合衆国カリフォルニア州出身の小説家。

## 経歴
ロサンゼルスにて写真家の父と元女優の母のもとで育ち、1972年・1973年にUCLAの映画論とジャーナリズム論を修了。72年にはサミュエル・ゴールドウィン賞創作部門賞を受賞。しばらくフリーランスのライターとして活動した後、1985年に『彷徨う日々』で作家デビュー。現在、カリフォルニア芸術大学で創作を教え、文芸誌編集長も兼任している。
ラテンアメリカ文学の影響も感じさせる文体を持つ「幻視の作家」として知られ、その作風は縦横無尽に展開される想像力による幻想的な光景の描写、歴史の再構築、黙示録的なイメージの提示などによって特徴付けられる（スリップストリームに分類されることもある）。特に、アメリカ独立宣言の起草者トーマス・ジェファーソンとその奴隷（愛人だったという説もある）のサリー・ヘミングスとの愛と葛藤とを軸に、時代と場所を越えて物語を繰り広げる長篇『Xのアーチ』は、トマス・ピンチョンをして「独立宣言以降のアメリカのいかなる文章にも増して大胆で、クレイジーで、パッションに満ちている」と絶賛せしめた。

## 著書
- 『彷徨う日々』(1985) Days Between Station　越川芳明訳、筑摩書房(1997)
- 『ルビコン・ビーチ』(1986) Rubicon Beach　島田雅彦訳、筑摩書房(1992)
- 『黒い時計の旅』(1989) Tours of the Black Clock　柴田元幸訳、福武書店(1990)　のち文庫、白水Uブックス
- 『リープ・イヤー』(1989) Leap Year　（ノンフィクション）　谷口真理訳、筑摩書房(1995)
- 『Xのアーチ』(1993) Arc d'X　柴田元幸訳、集英社(1996)、のち文庫
- 『アムニジアスコープ』(1996) Amnesiascope　柴田元幸訳、集英社(2005)
- 『American Nomad』 (1997)　（ノンフィクション）
- 『真夜中に海がやってきた』(1999) The Sea Came in at Midnight　越川芳明訳、筑摩書房(2001)
- 『エクスタシーの湖』(2005) Our Ecstatic Days　越川芳明訳、筑摩書房(2009)
- 『ゼロヴィル』 (2007) Zeroville　柴田元幸訳、白水社(2016)
- 『きみを夢みて』 (2012) These Dreams Of You　越川芳明訳、ちくま文庫(2015)